# Sowjetische Badmintonmeisterschaft 1988
Die Sowjetische Badmintonmeisterschaft 1988 war die 26. Austragung der nationalen Titelkämpfe im Badminton in der UdSSR. Sie fand vom 8. bis zum 11. Dezember 1988 in Minsk statt.

## Die Sieger und Platzierten
| Disziplin    | Gold                             | Silber                          | Bronze                            |
| ------------ | -------------------------------- | ------------------------------- | --------------------------------- |
| Herreneinzel | Andrei Antropow                  | Vitaliy Shmakov                 | Igor Dimitriev                    |
| Dameneinzel  | Elena Rybkina                    | Irina Serova                    | Vlada Chernyavskaya               |
| Herrendoppel | Andrei Antropow Sergey Sevryukov | Vitaliy Shmakov Anatoli Skripko | Nikolai Sujew Mikhail Korshuk     |
| Damendoppel  | Viktoria Pron Tatyana Litvinenko | Elena Rybkina Irina Serova      | Anna Tsimmerman Natalja Ivanova   |
| Mixed        | Vitaliy Shmakov Viktoria Pron    | Sergey Sevryukov Irina Serova   | Pawel Uwarow Julia Zhilikhovskaya |